# The Broadway Melody
Broadwayská melódie (angl. The Broadway Melody) je muzikál z dílny MGM režiséra Harryho Beaumonta z roku 1929. Jde o první celovečerní mluvený a ozvučený muzikál a zároveň o první zvukový film, který vyhrál Oscara v kategorii nejlepší film. Taktéž byla The Broadway Melody prvním snímkem společnosti Metro-Goldwyn-Mayer, který byl plně ozvučen.

## Děj
Eddie Kearns (Charles King) vymýšlí a píše na Broadwayi estrádní čísla pro velkého producenta Zanfielda (Eddie Kane). Pozve svou snoubenku Hank spolu s její sestrou Queenie do New Yorku, aby předvedli svoje číslo. Jako sestry mají sehraných několik tanečních čísel a tak opouštějí Středozápad. Ve velkoměstě je kromě Eddieho přivítá i strýček Jed (Jed Prouty), který sestrám nabídne angažmá na třicet týdnů. Sebevědomá Hank i plachá Queenie nabídku odmítají.
Eddie přesvědčí Zanfielda, aby dal děvčatům šanci. On se na jejich tanec a zpěv podívá. Nabídne jim malé číslo v nově připravovaném muzikálu, ve kterém má zpívat i Eddie. V pozadí příprav hudebních čísel se rodí nový vztah mezi ním a Queenie. Oba dva začínají tušit, že s jejich city se cosi děje, ale nedovolují si to kvůli Hank připustit. Queenie se proto seznámí s drsným a přespříliš sebejistým Jockem Warrinerem (Kenneth Thomson). Jak s ním tráví víc a víc času, vzdaluje se nejen od Eddieho, ale taky od své starší sestry. Ta to plná obav a nářků sleduje. Zároveň si povšimne vznikajících citů mezi ní a snoubencem.
Vztah i hudební čísla sester se začínají bortit. Na jednom večírku se hrubián Jock pokouší svést nezkušenou Queenie. Přichází však Eddie a zabrání nejhoršímu, i když dostane pár ran. Oba dva, Eddie i Queenie, si konečně přiznají, že se milují. Hank to chápe a rozhodne se původní návrh strýce Jeda přijmout. Odchází proto na cesty s revue. Eddie a Queenie se vezmou a odcházejí na líbánky. Po jejich návratu je doma čeká milovaná Hank a Jed.

## Obsazení
| Charles King    | Eddie Kearns      |
| Anita Page      | Queenie Mahoney   |
| Bessie Love     | Hank Mahoney      |
| Jed Prouty      | strýček Jed       |
| Kenneth Thomson | Jock Warriner     |
| Eddie Kane      | Francis Zanfield  |
| Carla Laemmle   | dívka na mušličce |

## Produkce
Muzikálové číslo „Wedding of the Painted Doll“ bylo původně kolorované, v červené a zelené barvě (tzv. Technicolor). Zachovalo se však pouze jako černobílé. Producentům se choreografie se živým orchestrem nelíbila a musela být nastudovaná znovu. Šlo o experiment formou playbacku a tak se tahle část filmu stala vůbec první filmovou sekvencí v dějinách kinematografie natočenou tímhle způsobem.
Natočila se i němá verze filmu, ke které mezititulky napsal Earl Baldwin.

## Zajímavosti
Film byl prvním vítězem Ceny Akademie za nejlepší film, aniž by získal cenu v jiné kategorii. Akademie filmového umění a věd uvedla název teto kategorii právě v roce 1930 na svém druhém ročníku. V průběhu prvního se totiž Oscar udělil v kategorii nejlepší produkce a nejlepší umělecká produkce.
Studio MGM natočila několik dalších filmů s názvem Broadway Melody (Melodie světa 1936, Broadway Melody of 1938 a Broadway Melody of 1940). Byl nachystán projekt na další volné pokračování s názvem Broadway Melody of 1943 s Genem Kellym v hlavní roli. Nakonec se záměr natočit muzikál nepovedl, předtočené hudební číslo však už existovalo a bylo použito ve filmu Thousands Cheer.
Film byl námětem na remake o jedenáct let později, kdy vznikal muzikál Two Girls on Broadway (1940).

## Hudební čísla

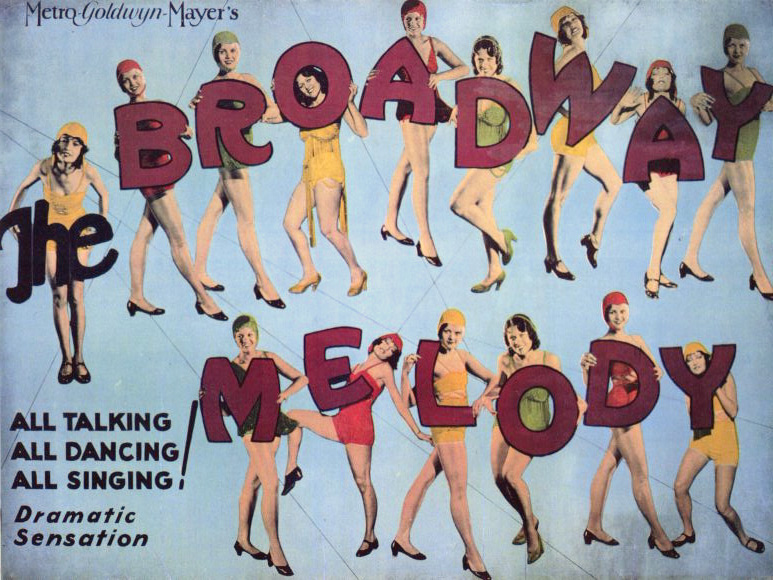
Další z propagačních plakátů

Hudbu složil Nacio Herb Brown, texty napsal Arthur Freed.
- „Broadway Melody“
- „Love Boat“
- „You Were Meant For Me“
- „Wedding of the Painted Doll“
- „Boy Friend“
- „Lovely Lady“
- „Truthful Deacon Brown“ (hudba a text Willard Robison)

## Ocenění

### Oscar
- Nejlepší film – Metro-Goldwyn-Mayer (cena)
- Nejlepší herečka – Bessie Love (nominace)
- Nejlepší režie – Robert Z. Leonard (nominace)